# NXP Semiconductors
NXP (abbreviazione di Next eXPerience) Semiconductors N.V. è un'azienda olandese di semiconduttori con quartier generale ad Eindhoven, Paesi Bassi. Al 2024 è la terza azienda Europea di semiconduttori in termini di capitalizzazione di mercato, dopo ASML ed ARM Holdings. Impiega circa 34.000 persone in più di 30 paesi e nel 2023 ha fatto registrare entrate per 13.3 miliardi di euro. 
Nasce nel 2006 come scissione di Philips ed il 6 agosto 2010 entra a far parte dell'indice Nasdaq come NXPI. Il 7 dicembre 2015 NXP compra l'azienda Freescale Semiconductor per un totale di 16 miliardi di euro (debiti inclusi) formando una azienda dal valore complessivo di oltre 40 miliardi di euro. 
NXP Semiconductors è quotata al Nasdaq (NXPI) e nel 2021 è entrata a far parte dell'indice azionario americano S&P 500.
Alcuni dei clienti più importanti di NXP sono Apple, Dell, Ericsson e Samsung.

## Descrizione
NXP fornisce soluzioni tecnologiche per i mercati delle infrastrutture automobilistiche, industriali, IoT, mobili e di comunicazione. La società possiede oltre 9.500 famiglie di brevetti.
NXP è co-inventore della tecnologia di comunicazione in prossimità del campo (comunicazione di prossimità) insieme a Sony e Inside Secure e fornisce set di chip NFC che consentono ai telefoni cellulari di essere utilizzati per pagare merci, nonché memorizzare e scambiare dati in modo sicuro. [10] NXP produce chip per applicazioni di eGovernment quali passaporti elettronici, etichette e tag RFID, nonché sistemi di gestione dei trasporti e degli accessi, con il chip set e la carta contactless per MIFARE utilizzati da molti importanti sistemi di trasporto pubblico in tutto il mondo. Per proteggersi da potenziali hacker, NXP offre gateway ai costruttori di automobili che impediscono la comunicazione con ogni rete all'interno di un'auto in modo indipendente.

## Storia

### Philips
Nel 1953, Philips ha avviato un piccolo stabilimento di produzione nel centro della città olandese di Nijmegen come parte del suo principale gruppo industriale "Icoma" (componenti e materiali industriali), seguito dal l'apertura di una nuova fabbrica nel 1955. Nel 1965 la Icoma è entrata a far parte di un nuovo gruppo industriale principale della Philips: "Elcoma" (componenti e materiali elettronici). Nel 1975 la Signetics, con sede nella Silicon Valley, è stata acquisita dalla Philips. Signetics ha dichiarato di essere la "prima società al mondo costituita espressamente per fabbricare e vendere circuiti integrati" e inventore del 555 timer IC. All'epoca si affermava che, con l'acquisizione di Signetics, Philips era ora al secondo posto nella classifica dei produttori mondiali di semiconduttori. Nel 1987, Philips è stata classificata come il più grande produttore europeo di semiconduttori. L'anno successivo, tutte le filiali di semiconduttori Philips, tra cui Signetics, Faselec (in Svizzera) e Mullard (nel Regno Unito), sono state fuse nella nuova divisione di prodotti Components. Le attività dei semiconduttori sono state separate da quelle dei componenti nel 1991 con il nome di Philips Semiconductors. Nel giugno 1999, Philips ha acquisito la tecnologia VLSI, che a quel tempo faceva di Philips la sesta società di semiconduttori più grande del mondo.

### Compagnia indipendente
Nel dicembre 2005, Philips ha annunciato l'intenzione di cedere la sua attività Philips Semiconductors in un'entità giuridica indipendente. Nel settembre 2006, Philips ha completato la vendita di una partecipazione dell'80,1% in Philips Semiconductors a un consorzio di investitori di private equity composto da KKR, Bain Capital, Silver Lake Partners, Apax Partners e AlpInvest Partners. Il nuovo nome NXP (da Next eXPerience) è stato annunciato il 31 agosto 2006, e l'azienda è stata ufficialmente lanciata durante la fiera di elettronica di consumo Internationale Funkausstellung (IFA) a Berlino. La nuova società indipendente NXP è stata classificata tra le prime 10 aziende mondiali di semiconduttori.
Nel febbraio 2007, quando NXP ha annunciato che avrebbe acquisito le linee di prodotti per telefoni monochip e amplificatori di potenza AeroFONE dei Laboratori Silicon per rafforzare il proprio settore Mobile e Personal. L'anno successivo, NXP ha annunciato che avrebbe trasformato la sua unità di business Mobile e Personal in una joint venture con STMicroelectronics, che nel 2009 è diventata ST-Ericsson, una joint venture 50/50 di Ericsson Mobile Platforms e STMicroelectronics, dopo che ST ha acquistato il 20% della quota di NXP. Nell'aprile 2008, NXP ha annunciato che avrebbe acquisito l'attività di set-top box di Conexant per integrare la sua attuale unità commerciale Home. [26][27] Nel settembre 2008, NXP ha annunciato che avrebbe ristrutturato le sue attività di produzione, ricerca e sviluppo e back office, con la conseguente riduzione di 4.500 posti di lavoro in tutto il mondo. Nell'ottobre 2009, NXP ha annunciato che avrebbe venduto la propria unità commerciale Home a Trident Microsystems.
Prima della cessione di Nexperia nel giugno 2016, NXP era un fornitore di dispositivi logici discreti e standard, che ha celebrato i suoi 50 anni in logica (attraverso la sua storia sia come Signetics che come Philips Semiconductors) nel marzo 2012.
Il primo amministratore delegato di NXP è stato Frans van Houten; a lui è succeduto Richard L. Clemmer il 1º gennaio 2009. Dal maggio 2020, Kurt Sievers è presidente e amministratore delegato.

### Acquisto di Freescale Semiconductor
Nel marzo 2015, è stato annunciato un accordo di fusione attraverso la quale NXP si sarebbe unito con il concorrente Freescale Semiconductor. In vista di questa fusione, le attività RF Power di NXP sono state vendute a JAC Capital per 1,8 miliardi di dollari e ridenominate Ampleon, in una transazione conclusa nel novembre 2015. Sia NXP che Freescale avevano radici profonde che risalgono a quando facevano parte di Philips (NXP) e Motorola (Freescale), rispettivamente. Entrambi hanno avuto ricavi simili; US $ 4,8 miliardi e US $ 4,2 miliardi nel 2013 per NXP e Freescale, rispettivamente con NXP focalizzandosi principalmente sulla comunicazione in prossimità del campo (NFC) e sul segnale misto ad alte prestazioni (HPMS) hardware, e Freescale si concentra sulle sue attività nel campo dei microprocessori e dei microcontrollori, ed entrambe le società possiedono portafogli di brevetti pressoché uguali. Il 7 dicembre 2015, NXP ha completato la fusione con Freescale Semiconductor; la società risultante dalla fusione ha continuato le sue attività come NXP Semiconductors N.V.

### Dal 2015 ad oggi
Il 27 ottobre 2016 è annunciato che l'azienda statunitense Qualcomm è intenzionata a comprare NXP per 44 miliardi di dollari, ma l'acquisto non viene eseguito a causa di conflitti di interesse tra Stati Uniti e Cina.
A giugno 2019, è stato annunciato che NXP assumerà le attività Wi-Fi e bluetooth della società statunitense Marvell per 1,76 miliardi di dollari. Con l'acquisizione, 550 dipendenti della Marvell saranno trasferiti alla NXP. Le parti di Marvell hanno un fatturato annuo di circa 300 milioni di dollari e mostrano una forte crescita. La transazione è stata completata nel dicembre 2019.
Nell'agosto 2019, NXP ha annunciato la vendita delle sue soluzioni vocali e audio (VAS) a Shenzhen Goodix Technology, in Cina. [26] Goodix ha pagato 165 milioni di dollari a NXP per le soluzioni audio e voce per smartphone. [26] Questa transazione è stata completata il 3 febbraio 2020 e NXP ha realizzato un risultato netto di 110 milioni di dollari USA sulle vendite.
Nell'agosto 2023, TSMC ha annunciato che NXP parteciperà al nuovo stabilimento di Dresda. La fabbrica di semiconduttori richiede un investimento di circa € 10 miliardi. Circa la metà del denaro necessario proviene da fondi provenienti dal l'Unione europea e dalla Germania. NXP assume una partecipazione azionaria del 10%. Bosch e Infineon rappresentano entrambe il 10% delle azioni, mentre TSMC detiene il 70%. La fabbrica produrrà principalmente chip per l'industria automobilistica e la produzione inizierà alla fine del 2027.
Nel giugno 2024, NXP ha annunciato l'investimento in una nuova fabbrica di wafer a Singapore. Il partner di questo progetto è Vanguard International Semiconductor (VIS). Nella joint venture, NXP riceve una partecipazione minoritaria del 40%. La fabbrica VisionPower Semiconductor Manufacturing Company entrerà in produzione nel 2027. L'intero progetto richiederà un investimento di 7,8 miliardi di dollari e creerà 1500 posti di lavoro a Singapore.

### Controversie
Nel marzo 2013, NXP ha chiuso i dipendenti del suo stabilimento di Bangkok, in Thailandia. Il motivo è stato i negoziati su un nuovo orario di lavoro con il loro sindacato, che era affiliato alla Confederazione dei lavoratori thailandese di elettrodomestici, elettronica automobile e metallo (TEAM). La direzione ha quindi convocato piccoli gruppi di lavoratori, chiedendo loro se erano d'accordo con le richieste del sindacato e dicendo loro di lasciare se lo facevano. Non hanno potuto entrare nella fabbrica il giorno successivo. In risposta, TEAM ha organizzato proteste fuori dalla fabbrica e il 13 marzo davanti all'ambasciata olandese e ha anche presentato un reclamo alla Commissione nazionale dei diritti umani. Il 29 aprile, la mediazione del ministero del lavoro ha portato alla firma di un memorandum che ha trasmesso la decisione sul programma di lavoro al comitato per le relazioni industriali. Il comitato ha deciso il 20 giugno che il nuovo orario di lavoro non violava la legge sul lavoro thailandese; tuttavia, il Comitato nazionale per i diritti umani ha deciso diversamente e ha raccomandato alla fabbrica di tornare al vecchio orario. NXP continua a richiedere turni regolari di 12 ore.
Nel maggio 2014, la società ha licenziato 24 lavoratori presso il suo stabilimento nella zona economica speciale di Cabuyao, nelle Filippine. Tutti i lavoratori erano funzionari di un sindacato affiliato alla Metal Workers Alliance of the Philippines (MWAP). Rapporti hanno detto che sono stati licenziati a causa delle loro funzioni sindacali nelle trattative per un nuovo contratto collettivo. I proprietari delle fabbriche hanno affermato che i lavoratori sono stati licenziati dopo aver rifiutato di lavorare il 9 aprile, mentre i lavoratori hanno detto che non erano stati pagati per due mesi. IndustriALL e i suoi sindacati affiliati nelle Filippine hanno condannato i licenziamenti. In settembre, MWAP e NXP hanno raggiunto un accordo con il quale 12 dei lavoratori licenziati sono stati reintegrati e gli altri 12 hanno ricevuto pacchetti di separazione. NXP si è impegnata anche per un aumento salariale a lungo termine. Nell'estate del 2015, un membro del parlamento olandese ha interrogato la ministra del commercio Lilianne Ploumen in merito al comportamento di NXP.

### Eventi storici
- Philips Semiconductors acquista VLSI Technology nel giugno 1999.
- Nel dicembre 2005 Philips annuncia l'intenzione di conferire la sua Divisione Semiconduttori in una società giuridicamente distinta. Questo processo di separazione era previsto terminare il 1º ottobre 2006.
- 2 agosto 2006: Philips stabilisce un accordo per vendere una quota azionaria dell'80,1% di Philips Semiconductors a un consorzio di investitori private equity costituito da Kohlberg Kravis Roberts & Co. (KKR), Silver Lake Partners e AlpInvest Partners. Philips manterrà il rimanente 19,9%.
- 21 agosto 2006: Bain Capital e Apax Partners annunciano di aver siglato accordi per cui entrano anche loro nel consorzio capeggiato da KKR, che sta per prendere il controllo della nuova società.
- 1º settembre 2006: NXP si presenta ai mezzi di informazione durante la fiera internazionale di elettronica Internationale Funkausstellung (IFA) di Berlino.
- 14 settembre 2006: NXP annuncia il suo consiglio di amministrazione, in cui siedono anche Frans van Houten, Peter van Bommel, Theo Claasen e Hein van der Zeeuw.
- 1º ottobre 2006: NXP diviene una società giuridicamente autonoma.
- 4 ottobre 2006: NXP annuncia la nomina di Peter Bonfield a presidente del comitato per il controllo interno.
- 16 gennaio 2007: NXP annuncia che non rinnoverà il contratto con la Crolles2 Alliance, mettendo così termine all'alleanza alla fine del 2007.
- 8 febbraio 2007: NXP annuncia l'acquisto della divisione di comunicazioni cellulari della Silicon Laboratories.
- 5 settembre 2007: DSP Group acquista le attività di NXP nei terminali cordless e VOIP
- 11 aprile 2008: NXP annuncia il conferimento della sua divisione "Mobile and Personal" per dar vita a una joint-venture con STMicroelectronics.
- 29 aprile 2008: Conexant annuncia la vendita delle proprie attività nel Broadband Media Processing a NXP Semiconductors.
- 12 settembre 2008: NXP annuncia un piano di ristrutturazione e riduzione costi che prevede un taglio di 4500 posti in tutto il mondo
- 31 dicembre 2008: NXP annuncia che l'amministratore delegato Frans van Houten lascerà il posto il giorno seguente, sostituito da Richard Clemmer, componente del comitato per il controllo interno.
- 2 marzo 2015: NXP annuncia l'acquisizione di Freescale Semiconductor per dar vita a una join-venture dal valore di 40 miliardi di dollari
- 6 dicembre 2015: Freescale Semiconductor viene integrata all'interno di NXP portando il gruppo all'interno delle top 10 semiconductor company
- 26 ottobre 2016: Qualcomm annuncia l'intenzione di acquisire NXP con un'operazione da 44 miliardi di dollari.

## Principali mercati
Dopo la separazione da Philips, la nuova società NXP si è concentrata nei seguenti mercati:
- Automotive
- Identificazione
- Domotica
- Semiconduttori
- Software per computer

## Sedi nel mondo

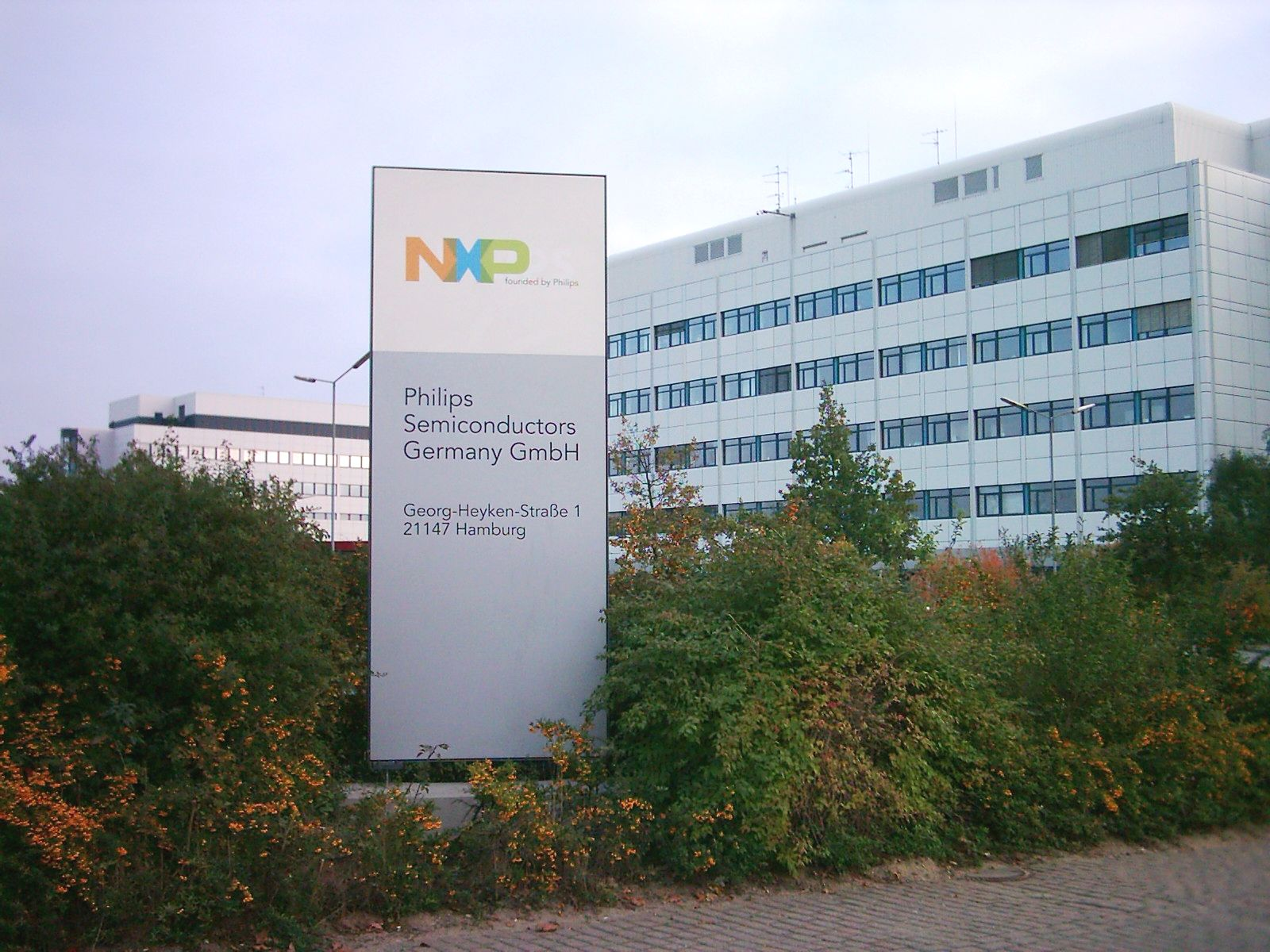
La sede NXP ad Amburgo, in Germania

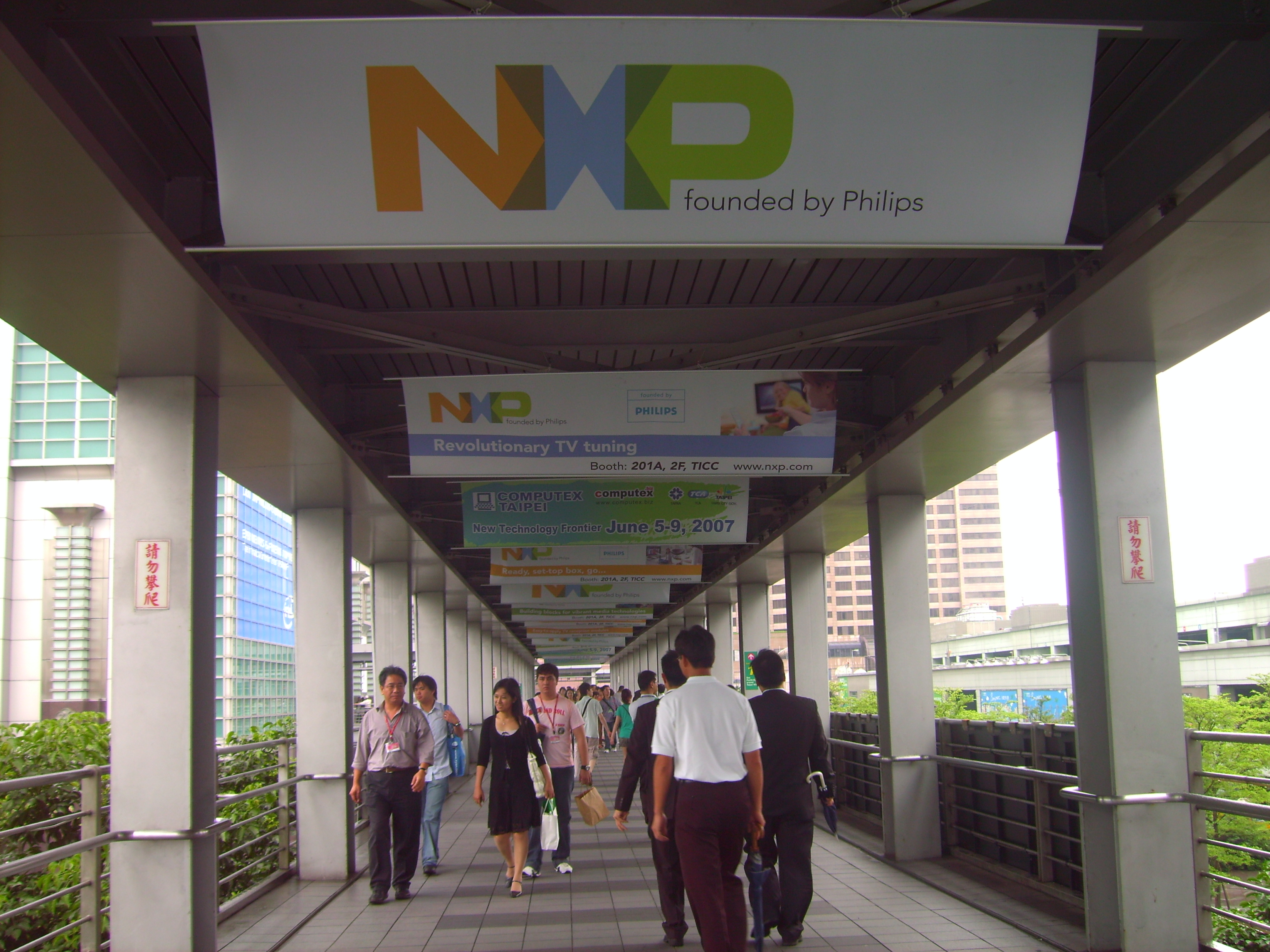

- NXP Semiconductors ha sede a Eindhoven, nei Paesi Bassi. L'azienda opera in più di 30 paesi:
  - Europa
    - Eindhoven, Paesi Bassi
    - Nijmegen, Paesi Bassi
    - Böblingen, Germania (chiusa nel marzo 2007)
    - Dresda, Germania (entrata nella joint-venture ST-NXP Wireless)
    - Amburgo, Germania
    - Monaco, Germania
    - Norimberga, Germania (entrata nella joint-venture ST-NXP Wireless)
    - Starnberg, Germania (chiusa nel luglio 2006 poco prima della fondazione di NXP)
    - Caen, Francia
    - Le Mans, Francia (entrata nella joint-venture ST-NXP Wireless)
    - Rennes, Francia (entrata nella joint-venture ST-NXP Wireless)
    - Sophia Antipolis, Francia (entrata nella joint-venture ST-NXP Wireless)
    - Suresnes, Francia (entrata nella joint-venture ST-NXP Wireless)
    - Belfast, UK
    - Hazel Grove, UK
    - Southampton, UK
    - Milano, Italia
    - Catania, Italia
    - Vienna, Austria
    - Gratkorn, Austria
    - Lovanio, Belgio
    - Zurigo, Svizzera
    - Budapest, Ungheria

  - Asia
    - Bangalore, India
    - Hyderabad, India
    - Cabuyao, Laguna, Filippine
    - Calamba, Laguna, Filippine (entrata nella joint-venture ST-NXP Wireless)
    - Seul, Corea del Sud
    - Kaohsiung, Taiwan
    - Hong Kong, Cina
    - Dongguan, Cina
    - Shanghai, Cina
    - Seremban, Malesia
    - Batam, Indonesia
    - Singapore
    - Bangkok, Thailandia
    - Haifa, Israele

  - America
    - Austin, USA
    - Boston, USA
    - Fishkill, USA (chiusa nel 2009)
    - San Diego, USA
    - San Jose, USA
    - Schaumburg, USA
    - Tempe, USA